# حارة الدرب الأحمر (صنعاء)
الدرب الأحمر هي إحدى حارات حي سدس الروض بمدينة الروضة شمال العاصمة اليمنية "صنعاء"، بلغ تعداد سكانها 390 نسمة حسب تعداد اليمن لعام 2004.